# آجيفيكا

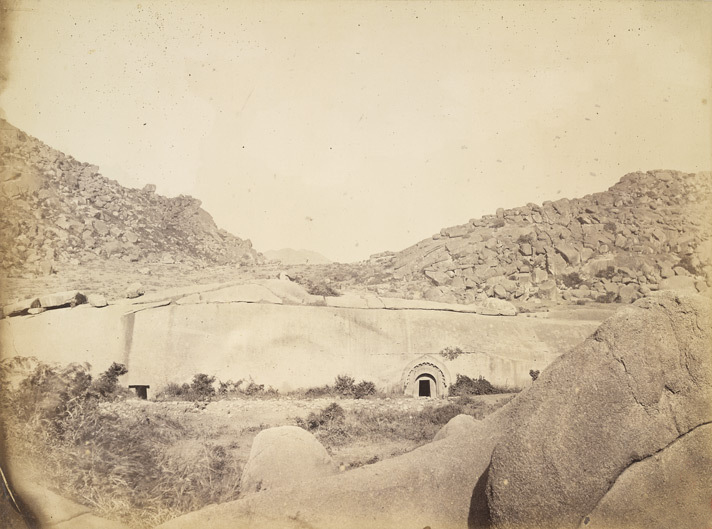
كهوف سوداما ولوماس ريشي في بارابار، بيهار، 1870.

تعد آجيفيكا (بالإنجليزية: Ajivika) إحدى مذاهب الفلسفة الهندية «غير التقليدية» أو إحدى المذاهب التابعة لتيار ناستيكا الفلسفي. تذهب التوقعات إلى أنها تأسست في القرن الخامس العشر قبل الميلاد على يد ماكهالي جوسالا، وعُدت إحدى حركات سمنية، وشكلت منافسًا رئيسيًا للديانة الفيدية والبوذية المبكرة والجاينية. كان الأجيفيكيون من المنشقين المنظمين الذين شكلوا لأنفسهم مجتمعات منفصلة. لا زالت هوية الأجيفيكون بالتحديد غير معروفة، ولا يمكن الجذم حتى ما إذا كانوا طائفة متباينة من البوذيين أو الجاينيين.
عثر قديمًا على نصوص أصلية تعود إلى مذهب فلسفة آجيفيكا، ولكنها طمست بمرور الزمن ولا يمكن العثور عليها الآن. تستند نظرياتهم إلى الإشارات إلى التي وردت فيها آجيفيكا في المصادر الثانوية للأدب الهندي القديم. يمكن العثور على أقدم الأوصاف لفلسفة آجيفيكا ومؤسسها جوسالا في كل من الكتب المقدسة البوذية والجاينية في الهند القديمة. يتساءل العلماء عما إذا كانت تلك المصادر الثانوية تمكنت حقًا من تلخيص فلسفة آجيفيكا كاملةً وبانصاف حيث كتبها جماعات (كالبوذيين والجاينيين) تتنافس مع فلسفة وممارسات آجيفيكا الدينية وتعاديها. يرجح أيضًا أن أغلب المعلومات المتوفرة حول فلسفة آجيفيكا مغلوطة إلى حدٍ ما، ويجب النظر فيها بعناية وحرص.
تشتهر فلسفة آجيفيكا بمذهبها «نياتي» («القدر») المتمثل في الجبرية المطلقة أو الحتمية، ويقوم على فرضية عدم وجود إرادة حرة وأن كل ما حدث ويحدث وسوف يحدث هو مقدر مسبقًا تمامًا ومجرد نتاج للمبادئ الكونية. قامت مدرستهم على أن أقدار جميع الكائنات الحية محددة مسبقًا إلى جانب حجب الحكم على كيفية تحقيق التحرر (موكشا) من الدورة الأبدية للولادة والموت والولادة الجديدة، والإيمان عوضُا عن ذلك بأن القدر سيقودنا إلى هناك.
اعتبرت فلسفة آجيفيكا عقيدة الكارما مغالطة. تضمنت فلسفة ما وراء الطبيعة الخاصة بمذهب آجيفيكا النظرية الذرية، والتي عدلتها مدرسة فايشيشيكا لاحقًا، ونصت النظرية على ان كل شيء كان مكونًا من ذرات حيث نشأت الصفات من مجموعات الذرات لكن حدد تجمع وطبيعة تلك الذرات المحددة مسبقًا قوانين وقوى كونية. نُظر إلى تابعي فلسفة آجيفيكا في الغالب على أنهم ملحدون. اعتقد تابعو فلسفة آجيفيكا أنه في داخل كل كائن حي يقبع أتمن فرضية مركزية للدين الفيدى والجاينية.
بلغت فلسفة آجيفيكا التي تشير إليها الدراسات الغربية باسم الأجيفيكية إلى ذروة شعبيتها في أثناء حكم حاكم الإمبراطورية الماورية بيندوسارا في القرن الرابع قبل الميلاد تقريبًا. تراجعت هذه المدرسة الفكرية لكنها ظلت رائجة لقرابة 2,000 عام في القرنين الثالث عشر والرابع عشر الميلاديين في ولايتي كارناتكا وتاميل نادو بجنوب الهند. حظيت فلسفة آجيفيكا بجانب فلسفة تشارفاكا على إعجاب الطبقات المحاربة والصناعية والتجارية في تاريخ الهند والمجتمع الهندي القديم.

## التاريخ

### النشأة
استشهد بفلسفة آجيفيكا في النصوص القديمة للبوذية والجاينية لماخالي جوسالا، وهو معاصر لغوتاما بوذا وماهافيرا. يُقال أن تابعي فلسفة آجيفيكا يعترفون بثلاثة محررين ألا وهم: ناندا فاتشا، وكيسا سانكيكا، وماكالي جوسالا. لا تزال أصول نشأة فلسفة آجيفيكا غير معروفة ولكن يرجح عمومًا أنها نشأت في القرن الخامس قبل الميلاد.
فُقدت المصادر الأولية أو الأدب الذي يعود إلى فلسفة آجيفيكا أو لم يعثر عليها بعد. يرجع كل ما نعرفه عن تاريخ آجيفيكا وفلسفتها إلى المصادر الثانوية كالنصوص القديمة والعصور الوسطى في الهند. يمكن العثور على أجزاء مبعثرة من تاريخ فلسفة الآجيفيكا في الغالب في النصوص الجينية كبهاجفاتي سوترا والنصوص البوذية كسامانينافالا سوتا وسانداكا سوتا، وتعليق بوذاغوسا على سامانافالا سوتا، مع بعض الإشارات في النصوص الهندوسية كفايو بورانا.
بلغت فلسفة آجيفيكا ذروة مجدها وشهرتها في أواخر الألفية الأولى قبل الميلاد، ثم تراجعت لكنها استمرت موجودة في جنوب الهند حتى القرن الرابع عشر الميلادي، كما يتضح من النقوش الموجودة في جنوب الهند. تذكر النصوص القديمة للبوذية والجاينية مدينة في الألفية الأولى قبل الميلاد تسمى سافاتي (سرافاستي السنسكريتية) باعتبارها مركزًا للأجيفيكاس: كانت تقع تلك المدينة بالقرب من أيوديا في ما يُعرف الآن بولاية أتر براديش في شمال الهند. تشير النقوش في آواخر العصر المشترك إلى أن تابعي فلسفة آجيفيكا كان لهم حضور كبير في ولاية كارناتكا بجنوب الهند، بشكل بارز في منطقة كولار وبعض الأماكن في تاميل نادو.
انتشرت فلسفة آجيفيكا بسرعة هائلة في جنوب آسيا القديمة مع إنشاء سانغا جيهام (مركز مجتمعي) لأتباع أجيفيكا في الجزيرة المعروفة الآن باسم سريلانكا، كما امتدت إلى ولاية كجرات الغربية بحلول القرن الرابع قبل الميلاد، في عصر الإمبراطورية الماورية.

#### التصنيف في الديانة الهندوسية
يشير ريبي إلى الآجيفيكاس باعتبارها مدرسة غير تقليدية متميزة من التقاليد الهندية. يقول راجو «أنه يمكن يمكن تسمية الآجيفيكاس والشافاكا بالهندوس»، وأضاف أن «كلمة هندوسية لا تعني شيئًا معنى محدد». تشير أدلة علوم النقوش إلى أن الإمبراطور أشوكا، في القرن الثالث قبل الميلاد، اعتبر الآجيفيكاس أكثر ارتباطًا بمدارس الفيدا من البوذيين أو الجاينيين أو مدارس الفكر الهندية الأخرى.